# ザブ (洗剤)
ザブは、 花王がかつて発売していた、洗濯用合成洗剤である。キャッチコピーは、発売時期により異なるが、基本的には「がんこな汚れに、ザブ」である。

## 概要
エネルギーの主力が石炭から石油へと移る中、1960年（昭和35年）に初代製品が発売された。それ以前に発売されていた、同社製の「ワンダフル」は、洗浄主成分が高級アルコール（原料はマッコウクジラの油、ヤシ油など）由来であったのに対し、同社初の洗浄主成分の原料が100%石油由来の洗剤として誕生した。

## 沿革
- 第1期
  - 1960年3月、大型洗剤「ザブ」発売開始。
  - 1961年、パッケージ改良。
  - 1964年、組成とパッケージ改良。
  - 1968年、「スーパーザブ」発売。
  - 1969年、パッケージ改良。
  - 1970年代は酵素または漂白剤配合の製品が登場し、泥汚れに適した製品を展開した。
  - 1970年、「スーパーザブコーソ」発売。
  - 1971年、「スーパーザブXO」発売。
  - 1973年3月、「ザブXK」発売。
  - 1973年末頃、組成とパッケージ改良。
  - 1975年7月、コンパクト洗剤「新ザブ」が発売されたが、数年で発売停止となった。
  - 1979年、「ザブ」改良。ライバルメーカーであるライオン（当時のライオン油脂）からアルカラーゼ酵素を配合した「酵素パワーのトップ」が登場。これに対して、ザブも翌年に「ザブ酵素」の発売を以って、酵素の配合が定着するようになった。
  - 1980年6月、「ザブ酵素」発売（地域によっては1980年10月20日から発売）。
  - 1980年8月、小型「ザブ酵素」改良。
  - 1981年8月、「無りん ザブ酵素」発売。
  - 1982年3月、「無りん ザブ酵素」小型発売。
  - 1982年6月、「ザブ酵素」「無りん ザブ酵素」改良。
  - 1983年11月、「スーパーザブ」発売。
  - 1985年2月、「無りん 新酵素ザブ」発売。
  - 1986年9月、商品名を「ザブ」に戻す。
  - 1987年2月、劇的な小型化を実現した「アタック」が発売されると、花王の洗濯洗剤における主力商品の位置付けが、急速に「アタック」へと移っていった。
  - 1988年、「パワフルザブ」発売。2度目のコンパクト化。
  - 1990年、「ザブ（コンパクト洗剤）」発売。
  - 1991年、売り上げ低迷のため、「ジャスト」の発売と同じ時期に販売終了。
- 第2期
  - 1996年、同社初の標準使用量15g/30Lの超コンパクト洗剤である「新活性ザブ」を販売。片手で計量できる新設計のボトルと少量で落ちにくい皮脂汚れを強力に落とす効果をアピールしたが商業的に失敗した。
  - 1997年4月、「新活性ザブ」特大サイズ発売。
  - 1998年、快速ランドリーザブへ改称。
  - 1999年5月に販売終了。

## 用途
- 発売当初から、綿、麻、合成せんい用。

## 配合成分
- ABS：「ザブ（第1期）」のみ。
- LAS：「スーパーザブ（第1期）」 - 「ザブ（コンパクト洗剤）」。
- リン酸塩：「スーパーザブ（第2期）」以前。
- アルミノけい酸塩：「無りん ザブ酵素」以降。
- 蛍光増白剤
- ポリオキシエチレンアルキルエーテル：「パワフルザブ」以降。
- タンパク質分解酵素：「スーパーザブコーソ」・「ザブXK」初期・「ザブ酵素」以降。
- プロテアーゼ
- アミラーゼ
- 漂白剤：「スーパーザブXO」・「スーパーザブ（第2期）」・「パワフルザブ」・「ザブ（コンパクト洗剤）」。
- ケラチン分解酵素：「ザブ（第3期）」のみ。

## 歴代の商品
ザブ
発売時期により、同じ商品名で3期に分かれた。
- 第1期（初代製品） - ABS系洗剤。贈答用製品は、当初は缶入りだったが、発売末期はポリ容器入りとなった。
- 第2期（1979年発売） - 白とオレンジ色の粒子（コロナ粒子）による、カラーミックスタイプの洗剤。泥汚れに適していた。
- 第3期（1987年発売） - ケラチン分解酵素配合。無りん洗剤。

スーパーザブ
発売時期により、同じ商品名で2期に分かれた。
- 第1期（1968年発売） - ソフト化（LAS系）洗剤。黄ばみ・黒ずみ防止に優れていた。
- 第2期（1983年発売） - このシリーズで初の、酵素と酸素系漂白剤による、2種類の有効成分を配合した洗剤。

スーパーザブコーソ
花王初の酵素配合の洗濯用洗剤。酵素が身体に悪影響を及ぼすため、販売終了。

スーパーザブXO
スーパーザブコーソの発売停止に伴い、急遽リニューアル。漂白剤配合。
ザブXK
発売初期は、酵素配合だった。
新ザブ
小型化洗剤。大箱と同じ使用回数で、90円お得な点が売りだった。
ザブX-2
泥汚れに適していた。
小型化洗剤ザブX-2
上記製品の大箱と同じ使用回数（66回分）で、100円お得。
ザブ酵素
小型化洗剤ザブ酵素
小型化洗剤はこの製品をもって終売。
無りんザブ酵素
シリーズ初の無りん洗剤。
新酵素ザブ
低温の水でも、強い洗浄力を持った。この製品から無りん洗剤のみとなる。
パワフルザブ
コンパクト洗剤（標準使用量25g/30Lの製品、酵素・漂白剤配合）。泥汚れと食べこぼしのシミに、強力な洗浄力を発揮した。
ザブ（コンパクト洗剤）
ミクロ漂白成分配合で、普通の洗剤では落ちにくい、黄ばみ・汗ジミ・食べこぼしのシミに効果的だった。
新活性ザブ
粉末洗剤初のボトルタイプ、自動計量機能付き。後に、箱入りのみとなる。標準使用量15g/30Lの製品。
快速ランドリーザブ
新活性ザブの改良品。箱入りのみ（100回分）。末期の製品。

## ロゴ・パッケージ
青が基調となっている。
1987年 - 1989年頃までは、箱の中心は太陽をイメージし、太陽の中心に「2つの酵素が効く 頑固な汚れに ザブ」と書かれていた
1990年、コンパクト化されたころは、箱の中心は泡をイメージし、泡の中心に「漂白パワープラスで しつこい汚れに強い　ザブ」と書かれていた。

## キャッチフレーズ
「ザブ」の上に書かれている「頑固な汚れに」というのは発売当初からのキャッチフレーズで、1989年頃まで続いた。
- 1987年 - 1989年：2つの酵素が効く（ザブ（第3期）時代）
- 1988年 - 1989年：ドロ・シミに抜群のパワー（パワフルザブ時代）
- 1989年 - 1990年：ガンコ汚れに強い（パワフルザブ時代）
- 1990年 - 1991年：漂白パワープラスで しつこい汚れに強い（ザブ（コンパクト洗剤）時代）

## ザブの歌
発売当初から1980年までは「頑固な汚れに、ザブがある」と宣伝していた。
1987年からはYASUが歌を担当した。「頑固な汚れにザーブ！」という歌詞。
1990年には、「新 ザブの歌」が作られた。

## TV-CM出演タレント
- 久里千春、吉田友紀（ザブ酵素、1980年7月 - 1982年）
- 田中信夫（ザブ酵素のナレーション、1980年7月 - 1982年）
- さとう宗幸（スーパーザブ）
- 石川さゆり（新酵素ザブ）
- 中島啓江（パワフルザブ）
- 星野知子（コンパクトザブ、1990年8月 - 1991年）

## 競合商品
- ニュービーズ - 同社のライバル商品
- スパーク - 1970年代
- トップ - 1980年代